# Чуров, Владимир Евгеньевич
Влади́мир Евге́ньевич Чу́ров (17 марта 1953, Ленинград, РСФСР, СССР — 22 марта 2023, Москва, Россия) — советский и российский государственный и политический деятель. Председатель Центральной избирательной комиссии Российской Федерации (27 марта 2007 — 27 марта 2016).
Депутат Государственной думы Федерального собрания Российской Федерации IV созыва (2003—2007). Посол по особым поручениям Министерства иностранных дел Российской Федерации (2016—2023).
Неоднократно обвинялся в фальсификации результатов российских выборов. К имени Чурова нередко добавляются эпитеты «волшебник», «фокусник», «иллюзионист» и «146 %», намекающие на его ответственность за махинации с данными.

## Биография
Родился 17 марта 1953 года в Ленинграде (ныне Санкт-Петербург) в семье морского офицера и учёного Евгения Петровича Чурова (1918—1981) и филолога и редактора Ирины Владимировны Чуровой (Брежневой) (1925-2016), дочери Владимира Иосифовича Брежнева, генерала советской армии, преподавателя Артиллерийской академии.
Окончил общественный двухгодичный факультет журналистики Ленинградского государственного университета (1973) и физический факультет ЛГУ им. А. А. Жданова, Народный университет технико-экономических знаний.
В 1982—1991 годах состоял в КПСС, позднее непродолжительное время входил в «Народную партию Свободной России» А. Руцкого.
До 1991 года работал в Опытно-конструкторском бюро «Интеграл» ФУНЦ ЛГУ; во время работы опубликовал более 40 статей. Также печатался как журналист в различных изданиях. Владел английским языком. По политическим взглядам являлся монархистом.
В 1990—1993 годах — депутат Ленсовета — Петросовета. В это время, по словам М. Е. Салье, подозревался коллегами в работе на КГБ.

### В администрации Санкт-Петербурга
В 1991 году Чурова пригласили работать в комитет по внешним связям администрации Санкт-Петербурга. С 1995 по 2003 год занимал пост заместителя председателя комитета по внешним связям — начальника управления международного сотрудничества администрации Санкт-Петербурга, более пяти лет работал под руководством Владимира Путина.
После поражения Собчака в 1996 году и ухода Путина из мэрии Чуров сохранил свою должность в комитете.
В июне 2003 года Чуров баллотировался на пост члена Совета Федерации от Ленинградской области, однако большинство депутатов заксобрания Ленобласти проголосовало за Дамира Шадаева.
В сентябре 2003 года Чуров был включён в федеральный список партии ЛДПР (под № 15), не будучи членом этой партии, и зарегистрирован кандидатом в депутаты Госдумы.

### Депутат Госдумы
На выборах в Государственную Думу четвёртого созыва ЛДПР набрала 11,45 % голосов и получила 36 депутатских мандатов. Согласно этому результату Чуров был избран депутатом Госдумы.
В Думе он входил в состав фракции ЛДПР, при этом оставаясь беспартийным. В 2004 году был назначен заместителем председателя комитета по делам Содружества Независимых Государств и связям с соотечественниками, который с 19 января возглавлял Андрей Кокошин.
В этот период Чуров также выезжал в составе миссий по наблюдению на президентские и парламентские выборы в страны СНГ. Осенью 2004 года на выборах президента Украины работал наблюдателем во Львовской области.

### Председатель ЦИК России (2007—2016)
27 марта 2007 года был избран председателем ЦИК России на безальтернативной основе.
28 марта 2011 года переизбран на второй срок.
В ЦИК России, согласно распределению обязанностей, отвечал за взаимодействие с политическими партиями, иными общественными объединениями, некоммерческими неправительственными организациями, Общественной палатой Российской Федерации, международное сотрудничество в области избирательных систем, обобщение избирательного законодательства и практики проведения выборов за пределами территории России.
2 декабря 2011 года, накануне думских выборах 2011 года, обвинил независимую ассоциацию наблюдателей «Голос» в незаконной агитации против «Единой России».
3 марта 2016 года не был включён в новый состав ЦИК России, назначенный на следующий срок. Срок полномочий Чурова закончился 27 марта. Новым председателем ЦИК России была избрана Элла Памфилова.

### Выборы в Государственную думу-2011
Во время предвыборной кампании по выборам в Госдуму 2011 года Чуров лично снимал с ТВ рекламу оппозиции, что явилось, по словам главного юриста КПРФ Вадима Соловьёва, превышением своих полномочий должностным лицом, так как ЦИК не вправе запрещать никакую агитационную продукцию, а лишь может направить её на экспертизу в МВД или прокуратуру. Члены рабочей группы ЦИК по информационным спорам возмутились тем, что ролики оппозиционных партий снимаются с эфира по личному указанию председателя ЦИК В. Чурова, а не по коллегиальному решению самой комиссии. Рабочая группа отказалась подтвердить требование Чурова.
5 декабря на пресс-конференции ЦИК России, посвящённой предварительным итогам выборов, Чуров заявил:

В Центризбирком не поступала информация о нарушениях на избирательных участках на выборах в Госдуму, которые были засняты на видео избирателями. Мы об этом узнаем, когда они поступят в суды, если нас пригласят в качестве третьей стороны.
— Владимир Чуров

Я долго смеялся вчера, прочитав на одном из сайтов историю. Говорят: нас собрали 40 человек вместе с журналистами, раздали набрюшнички с пачками бюллетеней за известную партию. Кстати, где они эти бюллетени взяли? Скорее всего, это фальшивки… Потом пришли на участки, подошли к председателю, предупредили: мы сейчас вбросим. Если вы в такие истории верите, то я не столь легковерен.
— Костюкевич Марина
6 декабря 2011 года по этому случаю было возбуждено уголовное дело.
6 декабря 2011 года на встрече с президентом Медведевым Чуров сообщил, что его прогноз по выборам был точнее, чем у ведущих социологических компаний. «Вы же волшебник почти. Вас так некоторые лидеры партий называют», — ответил на это Медведев. В свою очередь Чуров заявил президенту, что он ещё только учится на волшебника.
7 декабря 2011 года Чуров сказал: «В интернете сейчас много всякой белиберды насчет нарушений. Ещё до дня голосования я знал о нескольких фальшивых „избиркомах“ на квартирах, где снимали „кино“. Думаю, мы его ещё увидим».
21 декабря 2011 года член регионального политсовета «Единой России» В. Семаго выступил в «Новой газете» со статьёй, в которой заявил, что, если верить тому, о чём говорят, то всё гораздо серьёзнее: ЦИК во главе с Чуровым был основным механизмом для реализации заговора с целью насильственного удержания власти. Деятельность заговорщиков получала поддержку со стороны ФСБ, МВД и, вероятнее всего, координировалась на самом верху. Такие действия подпадают под статьи 210 и 278 УК РФ и наказываются лишением свободы от 10 до 20 лет.
5 января 2012 года Чуров сообщил о том, что эксперты проверили более ста видеороликов, на которых, по утверждению их авторов, зафиксированы различные нарушения при проведении выборов в Госдуму, и что «у нас уже есть заключение экспертов МВД, что большинстве из них есть признаки внутрикадрового или межкадрового монтажа», а информация о нарушениях как правило, не подтверждается. Также Чуров пообещал предать огласке все результаты экспертизы, в проведении которой участвуют специалисты МВД, и выразил сомнение в том, что авторов обнаруженных фальшивок можно будет привлечь к ответственности, так как «это не подпадает под законодательство РФ, потому что в большинстве случаев они размещены в интернете, на сайтах, не являющихся СМИ».
Чуров так и не выполнил своего обещания о придании огласке всех результатов экспертизы видеороликов. Единственное официальное упоминание о такой экспертизе было сделано 4 февраля 2012 года после многотысячного митинга оппозиции в Москве «За честные выборы» официальным представителем Следственного комитета России Владимиром Маркиным, который сообщил прессе о результатах процессуальных проверок видеоматериалов, размещённых в Интернете, в которых зафиксированы нарушения на выборах в Государственную думу 4 декабря.
При освещении выборов телеканал «Россия 24» показал в эфире предварительные результаты голосования из Ростовской области, где явка избирателей якобы составила 146,47 %. Чуров назвал это «провокацией из-за рубежа» и сообщил, что «ошибочная картинка на телеканале про 146 % не имела отношения к официальным данным и была подготовлена и запущена сотрудником телекомпании, который затем получил очень неплохое место за океаном».

### Дальнейшая карьера
В июне 2016 года назначен послом по особым поручениям Министерства иностранных дел Российской Федерации.
В 2017 году участвовал в разработке памятной доски маршалу Маннергейму.
1 октября 2019 года указом президента присвоен ранг чрезвычайного и полномочного посла.

### Личная жизнь
- Жена — Лариса Николаевна Чурова (Ефремова) (род. 1955).
- Сын Евгений (род. 1988), окончил СПбГУ и МГИМО. Работал в «Рособоронэкспорте»[3][29].

### Смерть
Скончался утром 22 марта 2023 года в Москве на 71-м году жизни в больнице после перенесённого обширного инфаркта. Похоронен на Федеральном военном мемориале «Пантеон защитников Отечества».

## Прочая деятельность
Автор более 40 научных работ[каких?].
Написал несколько сотен публицистических статей на различные общественно-политические темы.
Увлекался фотографированием, военной и военно-морской историей, историей белого движения и архитектуры, написал научно-художественную повесть «Тайна четырёх генералов», которая вышла в 2005 году. Перу Чурова также принадлежат научно‑популярные произведения для детей на морские темы («Рассказы Джона Сильвера», «Рассказы старого дворника»), книги «Путешествие с гвардии генерал‑майором артиллерии Владимиром Иосифовичем Брежневым от Будапешта до Вены» (2010), «Корзина со старыми театральными программками» (2011), «Любовь к орденам» (2013), «Путешествие в Марокко с Анастасом Ивановичем Микояном» (2015).
В течение ряда лет преподавал специальный курс «Международные и внешнеэкономические связи» на экономическом факультете Санкт-Петербургского гуманитарного университета профсоюзов и на факультете международных отношений Санкт-Петербургского государственного университета.
Являлся руководителем научного совета Российского военно-исторического общества (РВИО), затем — членом центрального совета и почётным членом РВИО. В качестве главы научного совета интересовался историей Первой мировой войны, работал над исследованием Нарочской наступательной операции 1916 года, где его дед, офицер-артиллерист, получил свою первую контузию.

## Критика

### Публичные высказывания Чурова и реакция на них

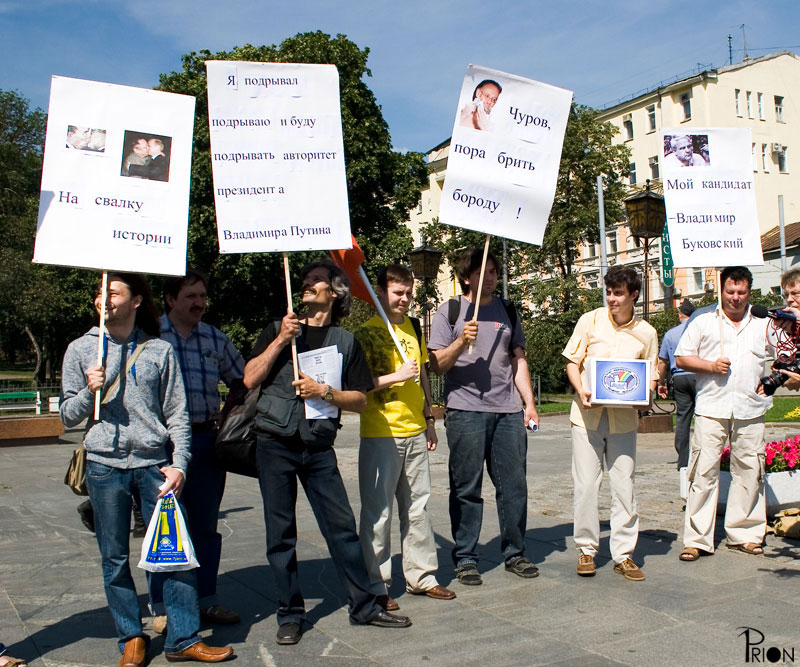
Пикет недоверия Чурову 12 августа 2007 года

Согласно сообщению корреспондента «Комсомольской правды», в июле 2007 года высказал намерение сбрить бороду, если выборы в России пройдут нечестно.
Согласно сообщению радиостанции «Эхо Москвы», 12 августа 2007 года, на Славянской площади в Москве имела место демонстрация избирателей, выразивших недоверие Чурову (фото предоставлено администратором сайта «Prionik’s photo»).
В 2000-е годы Чуров декларировал принцип «Путин всегда прав». В 2007 году за фразу «Разве Путин может быть не прав?» был включён в первый рейтинг журнала «Коммерсантъ-Власть» «Лизость к телу. Рейтинг подхалимов» и возглавил его согласно интернет-голосованию.
В 2008 году вместе с коллегами по ЦИКу выпустил исследование, в котором спорил с независимым аналитиком Сергеем Шпилькиным и сопредседателем движения в защиту прав избирателей «Голос» Андреем Бузиным по поводу того, что несоответствие данных выборов кривой стандартного распределения означает фальсификации. Впоследствии публикация стала недоступной на сайте ЦИК и могла быть найдена только через веб-архив, при этом там уже не сохранились те самые графики, которыми эксперты ЦИК опровергали выводы независимых наблюдателей.
4 сентября 2009 года в эфире вечерних новостей на телеканале РЕН ТВ Чуров объявил:

— Реальная цифра физической явки, например, на выборах Президента Соединённых Штатов Америки — это порядка чуть более 20 %. Им до нашей активности ещё очень далеко.
— Владимир Чуров
Согласно официальной статистике, явка на выборах президента США за последние 180 лет колеблется от 49 % до 79 % от общего числа (зарегистрированных) избирателей США.
Журналу «Эхо Планеты» № 29/2010 заявил «По убеждениям …моим личным …я такой монархо-коммунист».
В целом, в протестном движении начала 2010-х годов главными лозунгами были «За честные выборы», «За честную власть», «Мы здесь власть!» — фразы, в той или иной степени направленные на обеспечение честных выборов, на сменяемость власти, на обеспечение основных конституционных прав и свобод российских граждан, включая избирательное право.

### Призывы к отставке Чурова
10 декабря 2011 года одним из требований резолюции многотысячной акции протеста на Болотной площади в Москве против фальсификации парламентских выборов были «отставка Чурова и расследование его деятельности». Это же требование было подтверждено на акции протеста на проспекте Академика Сахарова 24 декабря. В частности, за отставку Чурова высказался экс-министр финансов Алексей Кудрин 24 декабря 2011 года на митинге и в январе 2012 года.
23 декабря 2011 года Совет по правам человека при Президенте России выразил Чурову недоверие и предложил ему уйти в отставку в связи с утратой доверия. Однако в конце декабря Чуров заявил, что не собирается покидать свою должность, и сказал, что останется председателем ЦИК до окончания своего срока.
24 января 2012 года сразу три фракции (КПРФ, ЛДПР и «Справедливая Россия») внесли проект постановления о недоверии Чурову.

## В массовой культуре
Владимир Чуров неоднократно обвинялся в фальсификации результатов российских выборов. В начале 2010-х годов к его имени приклеились эпитеты «волшебник» и «иллюзионист» (произошедшие от комплимента, сделанного ему 6 декабря 2011 года президентом Дмитрием Медведевым: «Вы же волшебник почти. Вас так некоторые лидеры партий называют») и «146 %». Число 146 стало «числом Чурова» после того, как в 2011 году в эфире телеканала «Россия-24» появились данные выборов, из которых следовало, что в Ростовской области проголосовало 146,7 % избирателей. По словам оператора ВГТРК Леонида Кривенкова, работавшего в одной студии с телеведущими Иваном Кудрявцевым и Анной Шнайдер, объявившими результаты выборов, в редакцию пришла разнарядка из Кремля — какие проценты за «Единую Россию» показывать в новостях. На вопрос шеф-редактора «А как же быть с другими партиями?» был дан ответ показывать тот процент, какой они действительно набрали.
Невозможные с математической точки зрения 146 % породили множество интернет-мемов на эту тему, например, мем про «теорему Чурова» — которую не может доказать ни один математик, но по которой нужный кандидат набирает 146 % голосов. Сам Чуров назвал появление 146 % «провокацией из-за рубежа».
Также Чуров стал расхожим персонажем анекдотов, посвящённых фальсификации выборов:

После российских выборов Дэвид Копперфильд признал, что на конкурсе лучших фокусников у него не будет ни единого шанса против Владимира Чурова и «Единой России».
Американец: «У нас один Клод Ван Дамм десять спецназовцев заменяет!» Русский: «Это что? У нас один Чуров десять миллионов избирателей заменяет!»— Второе место на конкурсе: соревнование в русских анекдотах

## Награды
- Орден «За заслуги перед Отечеством» IV степени[60]
- Орден Александра Невского (4 апреля 2012 года) — за достигнутые трудовые успехи и многолетнюю добросовестную работу[60][61][62]
- Орден Дружбы (10 апреля 2004 года) — за заслуги в укреплении и развитии международного сотрудничества и многолетнюю добросовестную работу[63]
- Знак отличия «За безупречную службу» XXX лет (28 ноября 2022 года) — за многолетнюю безупречную государственную службу[64]
- Знак отличия «За безупречную службу» XX лет (4 ноября 2010 года) — за заслуги в развитии избирательной системы Российской Федерации и многолетнюю безупречную государственную службу[65]
- Медали, ряд ведомственных наград
- Имеет благодарность Председателя Государственной Думы, благодарности от мэра и губернатора Санкт-Петербурга
- Орден Почёта (Южная Осетия, 19 июня 2009 года) — за большой вклад в дело укрепления отношений дружбы и сотрудничества между народами, активное содействие процессу развития демократии и парламентаризма в Республике Южная Осетия и оказание практической помощи её гражданам в реализации избирательных прав[66]
- Орден «Содружество» (Межпарламентская ассамблея СНГ, 2008)[67]
- Золотая медаль «МПА СНГ. 20 лет» (Межпарламентская ассамблея СНГ, 11 апреля 2013 года) — за вклад в развитие и совершенствование правовых основ функционирования Содружества Независимых Государств, модельного и национального законодательства государств — участников МПА СНГ, а также в укрепление международных связей и межпарламентского сотрудничества[68]
- Памятный знак «МПА СНГ. 25 лет» (Межпарламентская ассамблея СНГ, 27 марта 2017 года) — за содействие в деятельности Межпарламентской Ассамблеи и её органов[69]
- Нагрудный знак РФ «За вклад в российскую культуру» (2018, Министерство культуры Российской Федерации)[70]
- Почётный знак Российского военно-исторического общества (2020) — за большой личный вклад в осуществление задач, стоящих перед Российским военно-историческим обществом[71]
- Императорский Орден Святой Анны I и II степени (Российский Императорский Дом; 2023 и 2008)[72]
- Императорский Орден Святого Равноапостольного Великого Князя Владимира III и IV степени (Российский Императорский Дом; 2014 и 2013)
- Медаль «В память 400-летия Дома Романовых. 1613—2013» (Российский Императорский Дом; 2013)
- Медаль «Юбилей Всенародного Подвига. 1613—2013» (Российский Императорский Дом; 2013)

## Сочинения
- Трактат о пользе морских наук : морские рассказы сухопутного человека. / С вступительными словами адмирала В. В. Чиркова и капитана 1 ранга В. М. Йолтуховского. — М. : Кучково поле, 2020. — 493, [2] с. : ил., цв. ил., карты, портр., факс. ISBN 978-5-9950-0992-4
- Исторические записки посла по особым поручениям. — М. : Кучково поле, 2020. — 606, [1] с. : ил., портр., факс., цв. ил., карты, портр., факс. ISBN 978-5-9950-0996-2